# Подлука
Подлука (бел. Падлука) — упразднённый населённый пункт, бывший посёлок в составе Лудчицкого сельсовета Быховского района Могилёвской области Республики Беларусь.

## Население
- 2010 год — 0 человек